# Ethmia oculimarginata
Ethmia oculimarginata is een vlinder uit de familie grasmineermotten (Elachistidae). De wetenschappelijke naam van deze soort is voor het eerst geldig gepubliceerd in 1947 door Diakonoff.
De soort komt voor in tropisch Afrika.